# Wiek produkcyjny
Wiek produkcyjny – ludność wykonująca pracę przynoszącą dochód oraz bezrobotni; przedział wiekowy przyjęty w statystyce dla potrzeb ekonomii. Według metodologii Głównego Urzędu Statystycznego w wieku produkcyjnym znajdują się:
- mężczyźni pomiędzy 18. a 64. rokiem życia,
- kobiety pomiędzy 18. a 59. rokiem życia[1].

Wiek produkcyjny dzielony jest dalej na: 
- wiek mobilny - 18–44 lata mężczyźni i kobiety[2],
- wiek niemobilny - 45–64 lata mężczyźni i 45–59 lat kobiety[3].